# Eurystomina trichura
Eurystomina trichura är en rundmaskart. Eurystomina trichura ingår i släktet Eurystomina, och familjen Enchelidiidae. Arten är reproducerande i Sverige.